# Salone dell'automobile di Shanghai

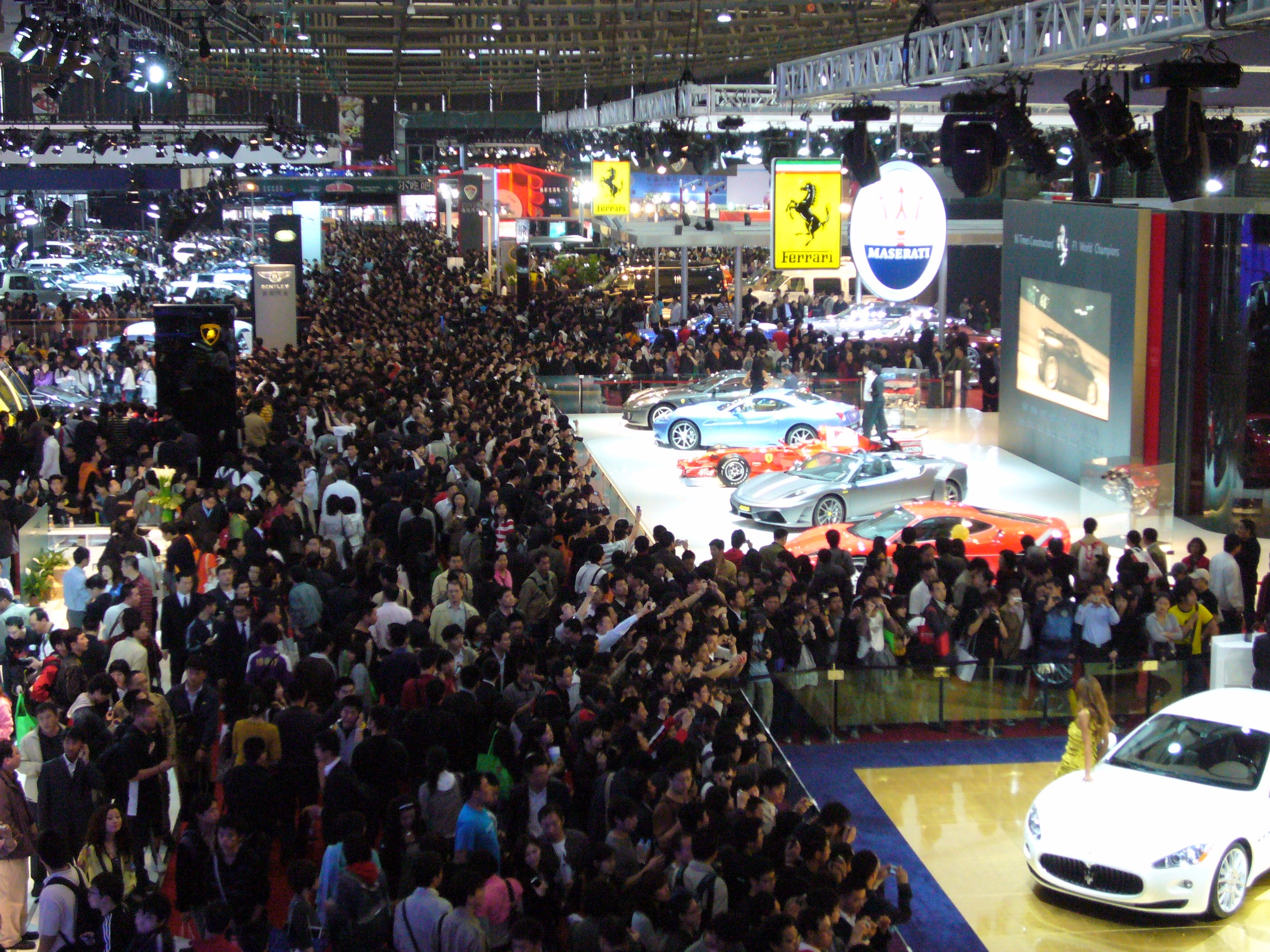
Un’immagine del salone nel 2009

Il Salone dell'automobile di Shanghai  (in inglese Auto Shanghai) è un salone dell'automobile che si svolge ogni due anni ad aprile nella città cinese. Si alterna con il salone dell'automobile di Pechino. È stato indetto per la prima volta nel 1985. L'evento è stato il primo salone dell'auto cinese ad essere approvato dall'UFI, nel giugno del 2004.
È programmato ogni due anni nel distretto di Pudong, a Shanghai. Dalla nona edizione, quella del 2001, è organizzato al Shanghai New International Expo Center.